# Gulryggig fältmätare
Gulryggig fältmätare (Ecliptopera capitata) är en fjärilsart som beskrevs av Herrich-Schäffer 1839. Gulryggig fältmätare ingår i släktet Ecliptopera och familjen mätare. Enligt den svenska rödlistan är arten sårbar i Sverige. Arten förekommer i Götaland, Svealand och Nedre Norrland samt tillfälligtvis även på Öland. Artens livsmiljö är skogslandskap, våtmarker, jordbrukslandskap. Inga underarter finns listade i Catalogue of Life.